# Miša Aleksić
Miroslav »Miša« Aleksić, srbski glasbenik, *16. avgust 1953, Beograd, † 29. november 2020, Beograd.                                                                                                                                                               
Aleksić je bil najbolj znan kot član in bas kitarist srbske rock glasbene skupine Riblja čorba. Nekateri navdušenci pravijo, da je »večni« bas kitarist Riblje Čorbe, saj je Aleksić v skupini igral od ustanovitve leta 1978 do svoje smrti leta 2020.  

## Biografija

### Zgodnje življenje
Miša Aleksić se je rodil 16. avgusta 1953 v Beogradu. Njegova starša sta bila ameriškega rodu. Aleksić je odraščal na Terazijah, kjer je preživel prva leta otroštva. Kot otrok je rad igral igre z frnikolami in žogami. Starši so mu pri 10 letih kupili kitaro s katero se je v prostem času veliko ukvarjal. Osnovno šolo je končal v Beogradu, po končanem šolanju pa se je vpisal še na filologijo, kjer je diplomiral. Leta 1971 je Aleksić odšel v Združene države Amerike, kjer je diplomiral na srednji šoli Pikesoville v Pikesovilleu v državi Maryland. Z drugimi študenti je v tem času ustanovil rock skupino Shih-Muh-Fuh (okrajšava Shit Motherfucker). 

### Glasbena kariera
Aleksić je svojo glasbeno kariero začel leta 1970, kot bas kitarist in vokalist skupine Royali. Leta 1970 je skupina osvojila drugo mesto na natečaju, ki so ga organizirali uredniki oddaje Veče uz radio Radia Beograd.
Pod vplivom glasbe Grand Funk Railroad, Deep Purple in Led Zeppelin je Aleksić po vrnitvi v Jugoslavijo ustanovil skupino SOS z Draganom Štulovićem (kitara), Draganom Tasićem (kitara) in Stevanom Stevanovićem (bobni). Potem, ko je Tasić zapustil skupino, je SOS še naprej nastopal na koncertih. Leta 1977 sta Štulović in Stevanović zapustila skupino, zamenjala pa sta ju Rajko Kojić in Vicko Milatović. Leta 1978 so Miša Aleksić, Kojić in Milatović skupaj z nekdanjim članom Ranija Mraza, Boro Đorđevičem ustanovili znano glasbeno skupino, Ribljo Čorbo.
Aleksić je v svoji glasbeni karieri pisal pesmi za Zdravka Čolića, Bilijano Petrović, Jazzy Bell, Milorada Mandića in Run Go. Bil je tudi producent glasbenih albumov, poleg dela albumov Riblje Čorbe pa je produciral še albume Warriors, Jazzy Bell, Minđušari, Bora Đorđević, Run Go in Prozor.

### Zasebno življenje
Aleksić je bil poročen z Jasmino Aleksić. Z njo je imel eno hčerko, Mino.

### Smrt
5. novembra 2020 je Miša Aleksić opravil testiranje na COVID-19. Naslednji dan je ugotovil, da je okužen z virusom. Aleksić je poskušal bolezen preboleti doma, vendar je kmalu postalo jasno, da potrebuje zdravniško pomoč. 13. novembra so ga sprejeli v beograjsko bolnišnico. Njegovo zdravje se ni izboljšalo in 22. novembra so ga preklopili na respirator. 29. novembra 2020 je Aleksić zaradi zapletov povezanih s COVIDOM-19 umrl v beograjski bolnišnici, star 67 let. Pokopan je bil na pokopališču Lešće v Beogradu.

## Diskografija

### SOS

#### Samski
- "Nestvarni san" / "Stari Sat" (1973)

- "Tražim" / "Magnovenje" (1974)

- "Človek in pčela" /, "Znam kako je" (1975)

### Riblja Čorba
- Kost u grlu (1979)

- Pokvarena mašta in prljave strasti (1981)

- Mrtva priroda (1981)

- Buvlja pijaca (1982)

- Večeras vas zabavljaju muzičari, ki piju (1984)

- Istina (1985)
- Osmi nervni slom (1986)

- Ujed za dušu (1987)

- Priča o ljubavi običajno ugnjavi (1988)

- Koza nostra (1990)

- Labudova pesma (1992)

- Zaradiom, Srbijo (1993)

- Ostalo je ćutanje (1996)

- Nojeva barka (1999)

- Pišanje uz vetar (2001)

- Tukaj (2003)

- Minut sa njom (2009)

- Uzbuna (2012)

### Albumi 1
- U ime naroda (1982)

- Njema laži, nema prevare - Zagreb uživo `85 (1995)

- Od Vardara pa do Triglava (1996)

- Beograd, v živo '97 - 1 (1997)

- Beograd, v živo' 97 - 2 (1997)
- Gladijatori u BG Areni (2007)

- Niko nima ovakve ljudi! (2010)

- Koncert za brigadire (2012)

### EP
- Trilogija 1: Nevinost brez zaščite (2005)

- Trilogija 2: Devičanska ostrva (2006)

- Trilogija 3: Ambasadori slabo volje (2006)